# Раффаеле Де Мартіно
Раффаеле Де Мартіно (італ. Raffaele De Martino, нар. 8 квітня 1986, Ночера-Інферіоре) — італійський футболіст, що грав на позиції півзахисника.
Виступав, зокрема, за клуби «Рома» та «Удінезе», а також молодіжну збірну Італії.

## Клубна кар'єра
Народився 8 квітня 1986 року в місті Ночера-Інферіоре. Вихованець футбольної школи клубу «Рома», до академії якої потрапив у віці 14 років. У цій же команді дебютував у Серії А 7 листопада 2004 року і загалом провів за «вовків» 10 ігор в усіх турнірах, в тому числі дві гри у Лізі чемпіонів. 
У січні 2005 року переїхав у Швейцарію, де підписав контракт з «Беллінцоною», командою в італомовній частині Швейцарії, яка в той час грала у швейцарському Другому дивізіоні, де провів 11 матчів до кінця сезону 2004/05. Після цього він разом з одноклубником і співвітчизником Андреа Руссотто повернувся до Італії й став гравцем «Тревізо», за який зіграв 14 ігор у Серії А наступного сезону, але не врятував команду від вильоту з вищого дивізіону. 
Влітку 2006 року Раффаеле перейшов до «Удінезе», у складі якого 20 грудня 2006 року забив свій перший і єдиний гол у вищому дивізіоні у грі проти «Аталанти». Загалом у дебютному сезоні за клуб зіграв 19 ігор в усіх турнірах, але потім через важку травму був змушений пропустити весь сезон 2007/08.
1 серпня 2008 року став гравцем «Авелліно», який грав Серії В. Півзахисник зіграв 27 ігор у чемпіонаті, але команда закінчила сезон у зоні вильоту, а потім з економічних причин була розформована. В результаті 15 липня 2009 року гравець підписав однорічний контракт з іншою командою другого дивізіону «Кротоне».
Надалі захищав кольори нижчолігових італійських клубів «Ночеріна», «Паганезе», «Аверса Норманна», «Бриндізі», «Мартіна Франка», «Ріміні» та «Фонді».
Завершив ігрову кар'єру у команді «Латина», за яку виступав протягом 2018—2019 років у Серії D.

## Виступи за збірні
2003 року дебютував у складі юнацької збірної Італії (U-18), загалом на юнацькому рівні взяв участь у 23 іграх, відзначившись 7 забитими голами. У складі збірної Італії віком до 20 років брав участь у молодіжному чемпіонаті світу 2005 року у Нідерландах, на якому італійська молодіжка вибула у чвертьфіналі, а сам Раффаеле забив гол у матчі групового етапу проти Канади (4:1).
Протягом 2006–2007 років залучався до складу молодіжної збірної Італії. На молодіжному рівні зіграв у 2 офіційних матчах.

## Статистика виступів

### Статистика клубних виступів
| Сезон               | Команда             | Чемпіонат           | Чемпіонат | Чемпіонат | Національний кубок | Національний кубок | Національний кубок | Єврокубки | Єврокубки | Єврокубки | Інші змагання | Інші змагання | Інші змагання | Усього | Усього |
| Сезон               | Команда             | Ліга                | Ігор      | Голів     | Ліга               | Ігор               | Голів              | Ліга      | Ігор      | Голів     | Ліга          | Ігор          | Голів         | Ігор   | Голів  |
| ------------------- | ------------------- | ------------------- | --------- | --------- | ------------------ | ------------------ | ------------------ | --------- | --------- | --------- | ------------- | ------------- | ------------- | ------ | ------ |
| 2003–04             | «Рома»              | A                   | 0         | 0         | КІ                 | 1                  | 0                  | КУЄФА     | 0         | 0         | -             | -             | -             | 1      | 0      |
| 2004–05             | «Рома»              | A                   | 5         | 0         | КІ                 | 2                  | 0                  | ЛЧ        | 2         | 0         | -             | -             | -             | 9      | 0      |
| Усього за «Рому»    | Усього за «Рому»    | Усього за «Рому»    | 5         | 0         |                    | 3                  | 0                  |           | 2         | 0         |               | -             | -             | 10     | 0      |
| січ.-черв. 2005     | «Беллінцона»        | ЧЛ (ІІ)             | 11        | 0         | КШ                 | 3                  | 0                  | -         | -         | -         | -             | -             | -             | 14     | 0      |
| 2005–06             | «Тревізо»           | A                   | 14        | 0         | КІ                 | 0                  | 0                  | -         | -         | -         | -             | -             | -             | 14     | 0      |
| 2006–07             | «Удінезе»           | A                   | 18        | 1         | КІ                 | 1                  | 0                  | -         | -         | -         | -             | -             | -             | 19     | 1      |
| 2007–08             | «Удінезе»           | A                   | 0         | 0         | КІ                 | 0                  | 0                  | -         | -         | -         | -             | -             | -             | 0      | 0      |
| Усього за «Удінезе» | Усього за «Удінезе» | Усього за «Удінезе» | 18        | 1         |                    | 1                  | 0                  |           | -         | -         |               | -             | -             | 19     | 1      |
| 2008–09             | «Авелліно»          | B (ІІ)              | 27        | 0         | КІ                 | 1                  | 0                  | -         | -         | -         | -             | -             | -             | 28     | 0      |
| 2009–10             | «Кротоне»           | B (ІІ)              | 23        | 0         | КІ                 | 1                  | 0                  | -         | -         | -         | -             | -             | -             | 24     | 0      |
| січ.-черв. 2011     | «Ночерина»          | ПД (ІІІ)            | 3         | 0         | КІ-ЛП              | 0                  | 0                  | -         | -         | -         | -             | -             | -             | 3      | 0      |
| січ.-черв. 2012     | «Паганезе»          | СД (IV)             | 9+3       | 0         | -                  | -                  | -                  | -         | -         | -         | -             | -             | -             | 12     | 0      |
| 2012–13             | «Аверса Норманна»   | СД (IV)             | 21        | 4         | КІ-ЛП              | 2                  | 1                  | -         | -         | -         | -             | -             | -             | 23     | 5      |
| 2013-січ. 2014      | «Бриндізі»          | D (V)               | 10        | 0         | КІ-D               | 1                  | 0                  | -         | -         | -         | -             | -             | -             | 11     | 0      |
| січ.-черв. 2014     | «Мартіна-Франка»    | СД (IV)             | 12        | 1         | -                  | -                  | -                  | -         | -         | -         | -             | -             | -             | 12     | 1      |
| 2014–15             | «Ріміні»            | D (IV)              | 32+2      | 2         | КІ-D               | 0                  | 0                  | -         | -         | -         | -             | -             | -             | 34     | 2      |
| 2015-січ. 2016      | «Ріміні»            | ЛП (ІІІ)            | 10        | 0         | КІ-ЛП              | 0                  | 0                  | -         | -         | -         | -             | -             | -             | 10     | 0      |
| Усього за «Ріміні»  | Усього за «Ріміні»  | Усього за «Ріміні»  | 42+2      | 2         |                    | 0                  | 0                  |           | -         | -         |               | -             | -             | 44     | 2      |
| січ.-черв.2016      | «Фонді»             | D (IV)              | 13+1      | 0         | КІ-D               | 0                  | 0                  | -         | -         | -         | -             | -             | -             | 14     | 0      |
| 2016–17             | «Фонді»             | ЛП (ІІІ)            | 34+1      | 0         | КІ-ЛП              | 1                  | 0                  | -         | -         | -         | -             | -             | -             | 36     | 0      |
| 2017–18             | «Фонді»             | C (ІІІ)             | 31+2      | 1         | КІ-C               | 2                  | 0                  | -         | -         | -         | -             | -             | -             | 35     | 1      |
| Усього за «Фонді»   | Усього за «Фонді»   | Усього за «Фонді»   | 78        | 1         |                    | 3                  | 0                  |           | -         | -         |               | -             | -             | 81     | 1      |
| 2018–19             | «Латина»            | D (IV)              | 28        | 2         | КІ-D               | 1                  | 0                  | -         | -         | -         | -             | -             | -             | 29     | 2      |
| Усього за кар'єру   | Усього за кар'єру   | Усього за кар'єру   | 298+5     | 9         |                    | 16                 | 1                  |           | 2         | 0         |               | 0             | 0             | 321    | 9      |